# Oratemnus articulosus
Espèce
Synonymes
- Chelifer articulosus Simon, 1899

Oratemnus articulosus est une espèce de pseudoscorpions de la famille des Atemnidae.

## Distribution
Cette espèce est endémique de Sumatra en Indonésie.

## Description
Oratemnus articulosus mesure de 5 à 6 mm.

## Publication originale
- Simon, 1899 : Contribution à la faune de Sumatra. Arachnides recueillis par M. J.-L. Weyers, à Sumatra. Annales de la Société Entomologique de Belgique, vol. 43, p. 78-125 (texte intégral).